# Cracker (série télévisée, 1997)
Pour les articles homonymes, voir Cracker (série télévisée, 1993) et Cracker.
Cracker est une série télévisée américaine en 16 épisodes de 50 minutes, créée d'après la série éponyme britannique et diffusée entre le 18 septembre 1997 et le 12 mars 1999 sur le réseau ABC.
Cette série est inédite dans les pays francophones.
La série évoque Gerry « Fitz » Fitzgerald, docteur en psychologie, qui aide la police de Los Angeles à traquer les criminels.

## Distribution
- Robert Pastorelli : Dr Gerry « Fitz » Fitzgerald
- Carolyn McCormick (en) : Judith Fitzgerald
- Josh Hartnett : Michael Fitzgerald
- Angela Featherstone : inspecteur Hannah Tyler
- Robert Wisdom : inspecteur Danny Watlington
- R. Lee Ermey : lieutenant Fry
- Jason Behr : Andrew Lang

## Épisodes
1. titre français inconnu (True Romance: Part 1)
2. titre français inconnu (True Romance: Part 2)
3. titre français inconnu (Madwoman)
4. titre français inconnu (Lemmings Will Fly)
5. titre français inconnu (Hell Hath No Fury)
6. titre français inconnu (’Tis Pity She's a Whore)
7. titre français inconnu (Sons and Lovers)
8. titre français inconnu (Talk to Me)
9. titre français inconnu (An American Dream)
10. titre français inconnu (If: Part 1)
11. titre français inconnu (If: Part 2)
12. titre français inconnu (The Club)
13. titre français inconnu (Best Boys)
14. titre français inconnu (First Love: Part 1)
15. titre français inconnu (First Love: Part 2)
16. titre français inconnu (Faustian Fitz)

## Commentaires
Cette série n'a pas enthousiasmé le public aux États-Unis où elle est considérée comme bien inférieure à l'originale. Elle a été diffusée en Grande-Bretagne et en Australie sous le titre Fitz. Dans un épisode, l'acteur Robbie Coltrane joue un bandit.